# المحراب المحمول من مشهد السيدة رقية

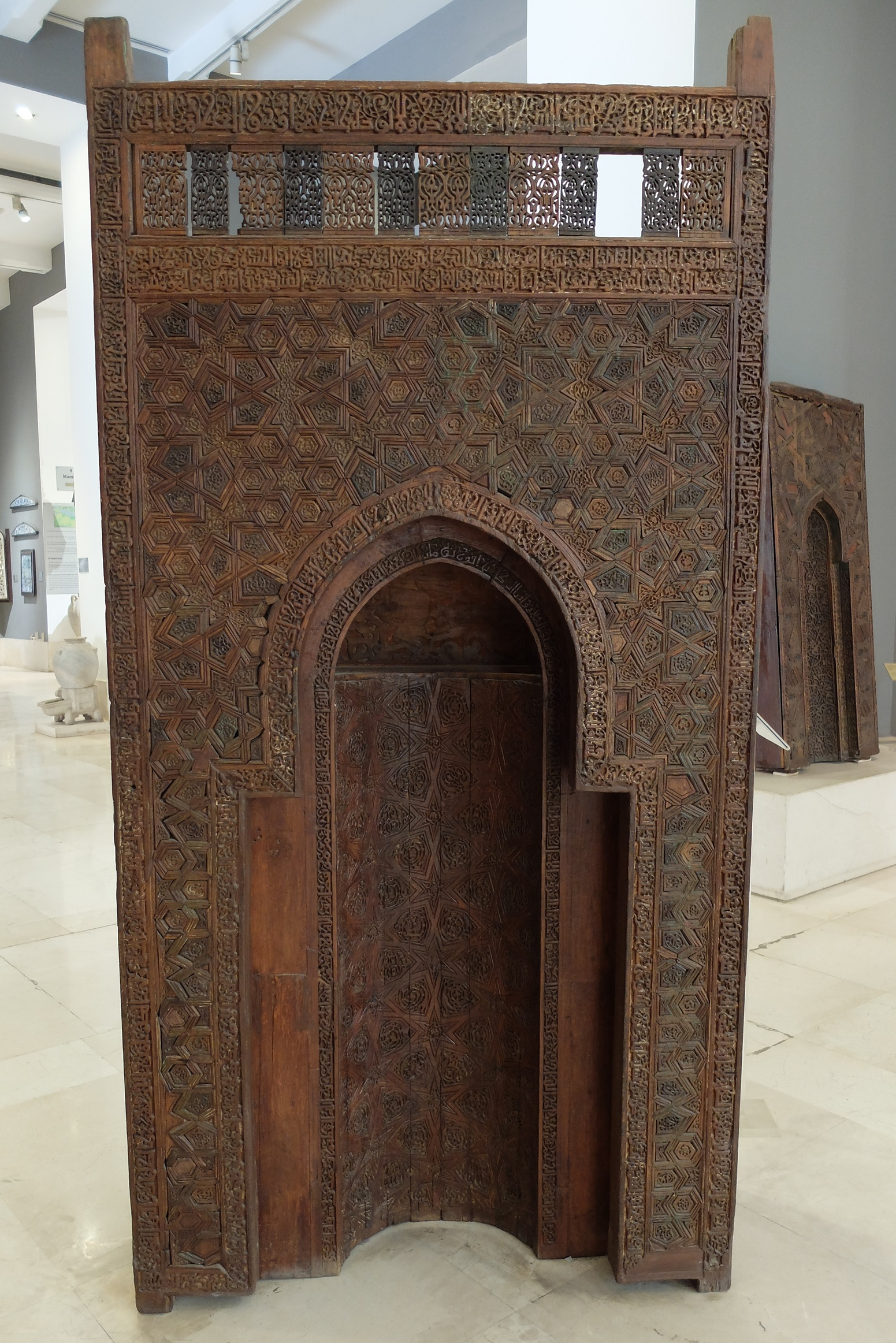
واجهة المحراب الخشبي المتنقل من مشهد السيدة رقية (الموجود الآن في متحف الفن الإسلامي بالقاهرة). من أسفل الصورة إلى أعلاها، يظهر هذا المنظر الكوة والزخارف الهندسية المعقدة على شكل نجمة، بالإضافة إلى سطرين من النقش يعود تاريخهما إلى المحراب.

يعود تاريخ المحراب المحمول من مشهد السيدة رقية إلى العصر الفاطمي وهو مصنوع بالكامل من الخشب. يتميز هذا المُجسم ببنائه الخشبي، كما أنه غير مدمج في هيكل دائم أكبر، بل هو قائم بذاته ويمكن نقله. قامت ببنائها السيدة علماء العامرية، زوجة الخليفة الفاطمي الآمر، في القرن الثاني عشر. يوجد المحراب حاليًا في متحف الفن الإسلامي في القاهرة، في مصر.
الهيكل الأساسي للمحراب، الذي يبلغ ارتفاعه 210 سنتيمتر (83 بوصة) بطول، 111 سنتيمتر (44 بوصة)، وعُرض 45 سنتيمتر (18 بوصة) عبارة عن منشور مستطيل به مكانة في مقدمته. يشتمل محيط الواجهة على آيات قرآنية. يحتوي سطح المحراب على أنماط نباتية وهندسية، من بين التصاميم النباتية؛ يُشير إلى اهتمام شديد بالتصاميم.

## التأريخ
ويسجل نقش بالقرب من أعلى المحراب أنه نُفذ بتكليف من السيدة علماء الأميرية (ت 1140)، زوجة الخليفة الفاطمي الأمير بأحكام الله (حكم. 1101–1130 م) لمشهد السيدة رقية (مخصص للسيدة رقية ابنة علي). يشير النقش أيضًا إلى أن اللجنة كانت تحت إشراف عفيف الدولة الفائزي الصالحي، وهو مسؤول فاطمي. لم يتم تسجيل التاريخ الدقيق لبناء المحراب.
ويشير برنارد أوكين [الإنجليزية]، وهو باحث في الفن والعمارة الإسلامية، إلى أن نسب عفيف الدولة تشير إلى أنه خدم الخليفة الفائز الذي حكم من عام 1154 إلى عام 1160، والوزير الصالح طلائع الذي شغل هذا المنصب من عام 1154 إلى عام 1161، وبالتالي يمكن تأريخ المحراب إلى وقت ما في الفترة من عام 1154 إلى عام 1160. وبحسب السيد محمد خليفة حماد فإن النقش يشير إلى أن المحراب قد أُنشئ في عام 1133م، عندما بُني المشهد.

## أعمال خشبية فاطمية

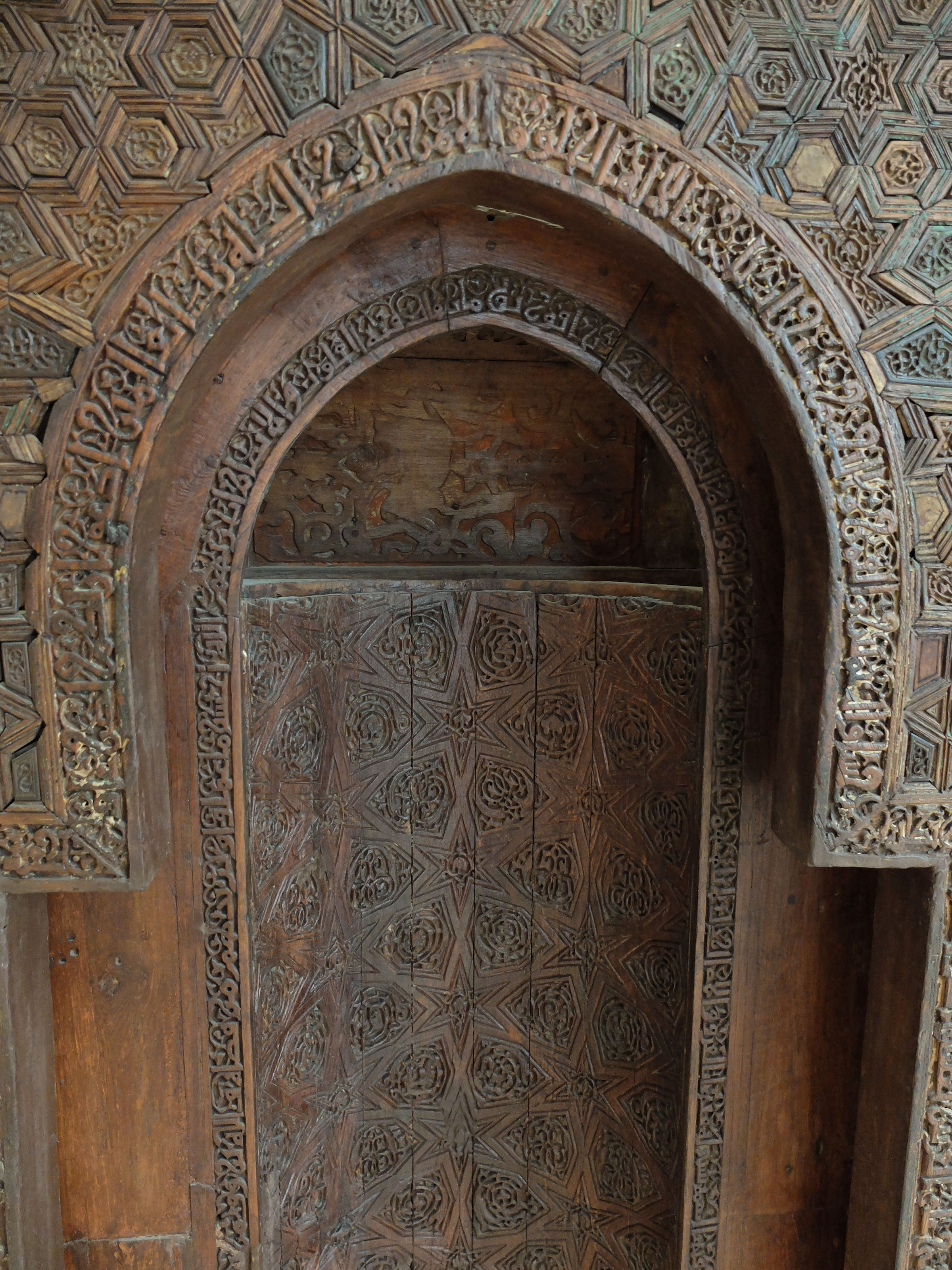
تفاصيل محراب المحراب

ترتبط الأسرة الفاطمية بفترة من التوسع الاقتصادي الكبير، والتي تميزت بالفنون الزخرفية والعمارة الباذخة داخل العالم الإسلامي. ساهم التطور الكبير في مجال الأعمال الخشبية، من بين الفنون الأخرى، في نمو النقوش الخشبية المتميزة والمعقدة على الأبواب والألواح والمحاريب والصناديق وغيرها من الهياكل. بالإضافة إلى ذلك، غالبًا ما كانت الأعمال الخشبية الفاطمية تصور مشاهد الترفيه والحياة في البلاط. كانت عناصر التصميم النموذجية التي شوهدت في الأعمال الخشبية الفاطمية ذات عناصر من الفن القبطي والبيزنطي وتحديدًا الكروم والأنماط النباتية والزهرية وترتيب الألواح المتكررة والتمثيل التصويري لكل من البشر والحيوانات. غالبًا ما كانت هذه الصور التصويرية محاطة بمخطوطات ورقية أو نقوش خطية أو تصاميم هندسية.
وبما أن الخشب كان مادة نادرة في مصر، فقد مثلت الأعمال الخشبية الفاطمية المعقدة معيارًا فنيًا راقيًا. لا بد أن أنواع الأخشاب المستخدمة في هذه الأشياء، مثل خشب الأكاسيا [الإنجليزية]، والصنوبر ، والأرز ، والسرو [الإنجليزية]، والساج، كانت مستوردة.

## التزيين

### الزخارف
نُحت المحراب المتنقل بأشكال هندسية ونباتية. إن النقوش على الجانبين ضحلة على النقيض من النقوش الأعمق على الواجهة الأمامية، مما يخلق انطباعًا بالنتوء. نُحتَت كل من الكوة ومعظم الواجهة المحيطة بها بنمط متعدد الأضلاع يعتمد على شكل النجوم السداسية. هذا هو أقدم مثال يمكن تأريخه للميدالية على شكل نجمة كعنصر زخرفي مهم في الأعمال الخشبية الإسلامية؛ التي انتشرَت في العالم الإسلامي لاحقًا. ينطلق هذا النمط من نجم مركزي، محاط بأشكال سداسية أو خماسية. عند مشاهدته من مسافة بعيدة، فإنه يشكل تركيبة متناظرة. توجد رقوش محفورة بشكل معقد في وسط كل نجمة وفي المسافات بين أشرطة النمط الهندسي، مما يضيف طبقة إضافية من التفاصيل. زُينَت الأسطح الجانبية للمحراب بألواح منحوتة بتصاميم عضوية: زخارف نباتية، وأزهار، وسيقان نباتية تبرز من المزهريات التي تشكل قرن الوفرة. ويوجد أيضًا شريط من الرقوش المفتوحة [الإنجليزية] بين النقوش الكوفية في أعلى المحراب.

### النقوش
أُطّرَت كل من الكوة المركزية ومحيط الواجهة المحيطة بها بخطوط من النقوش العربية بالخط الكوفي المُزَهّر. وتتضمن النقوش بعض العبارات من الآية القرآنية رقم 247 من سورة البقرة: (وَقَالَ لَهُمْ نَبِيُّهُمْ إِنَّ اللَّهَ قَدْ بَعَثَ لَكُمْ طَالُوتَ مَلِكًا ۚ قَالُوا أَنَّىٰ يَكُونُ لَهُ الْمُلْكُ عَلَيْنَا وَنَحْنُ أَحَقُّ بِالْمُلْكِ مِنْهُ وَلَمْ يُؤْتَ سَعَةً مِّنَ الْمَالِ ۚ قَالَ إِنَّ اللَّهَ اصْطَفَاهُ عَلَيْكُمْ وَزَادَهُ بَسْطَةً فِي الْعِلْمِ وَالْجِسْمِ ۖ وَاللَّهُ يُؤْتِي مُلْكَهُ مَن يَشَاءُ ۚ وَاللَّهُ وَاسِعٌ عَلِيمٌ).
ويوجد شريط آخر من الخط الكوفي المزخرف في أعلى الواجهة، أسفل الزخرفة المفتوحة، يشكل نقشًا بخطين. وجاء في النقش: "أحد الأمور التي أُنجزت بتكليف من الشخصية الجليلة، المحفوظة، والعظيمة، الأميريّة، التي تولّى خدمتها القاضي أبو الحسن مكنون، والتي يخدمها الآن الأمير السديد عفيف الدولة أبو الحسن يمن الفائزي الصالحي، والمقصودة لضريح السيدة رقيّة، بنت أمير المؤمنين علي."

## وظائف قابلية النقل
يحتوي مشهد السيدة رقية، الذي كان يضم في الأصل هذا المحراب المتنقل، أيضًا على خمسة محاريب جصية دائمة أخرى. وتشير الباحثة دوريس بهرنس-أبو سيف إلى أن المحراب المحمول مزخرف أيضًا على ظهره، وتتكهن بأنه ربما تم نقله واستخدامه في الخارج في مناسبات معينة.

## محاريب محمولة أخرى

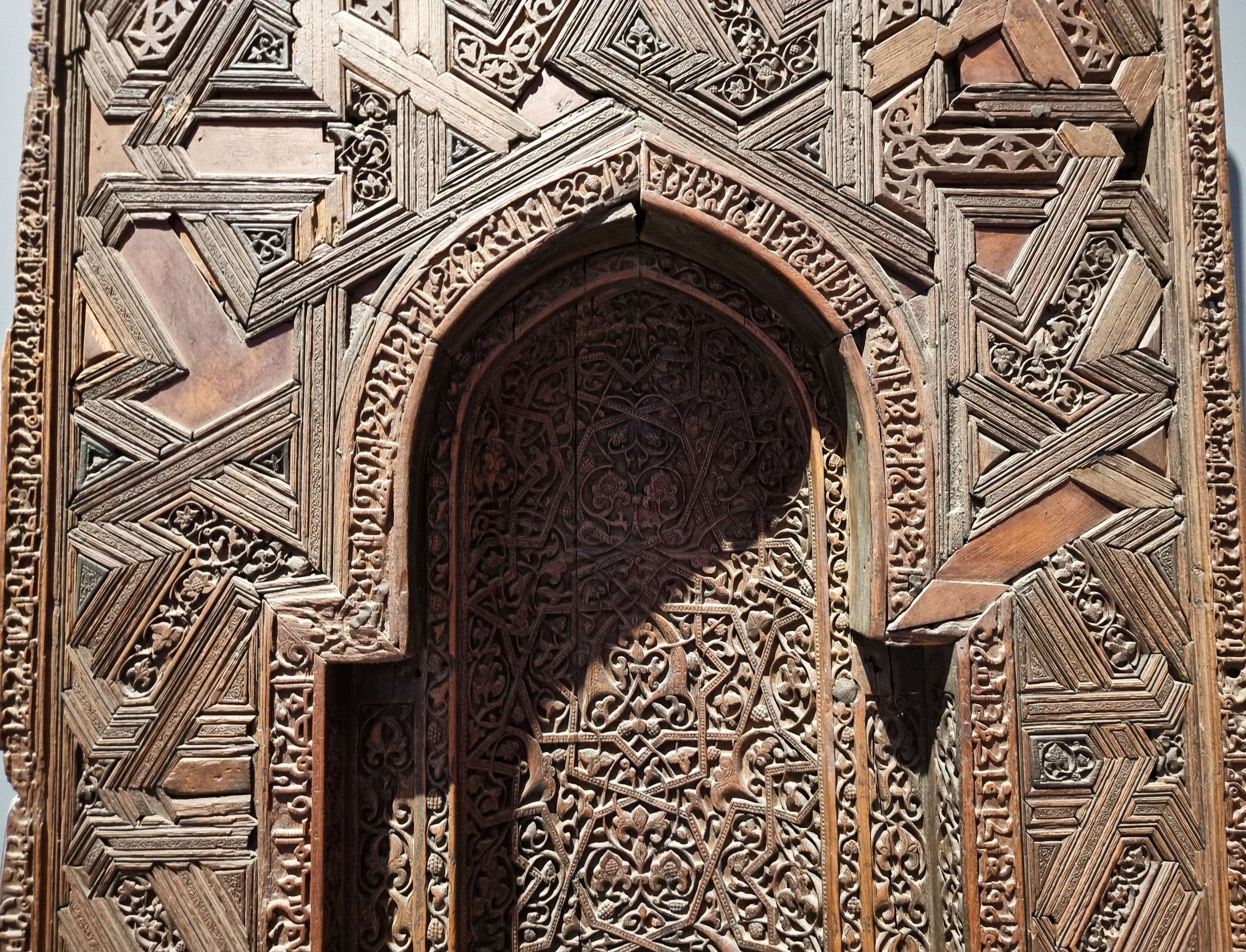
تفاصيل من محراب محمول آخر عُثر عليه في مسجد السيدة نفيسة، يشبه المحراب المحمول من مشهد السيدة رقية (محفوظ في متحف الفن الإسلامي، القاهرة)

ويوجد محراب متنقل منفصل بنفس البناء والتصميم كان ينتمي إلى مسجد السيدة نفيسة. من المرجح أن يكون قد كُلف ببنائه من خليفة الأمير، الحافظ ، أثناء تجديده لهذا المسجد إما في 1137-1138 أو 1146-1147. يتشارك كلا المحرابين في زخارف النجوم السداسية المحاطة بأشكال سداسية. إن التشابه في الزخارف بين هذين المحرابين على وجه الخصوص دفع العلماء إلى اقتراح أن كلاهما ربما تم العمل عليهما من نفس الحرفيين. ويوجد المحراب المتنقل من مسجد السيدة نفيسة حاليًا أيضًا في متحف الفن الإسلامي بالقاهرة.
ويعود تاريخ محراب خشبي متنقل آخر موجود في متحف الفن الإسلامي بالقاهرة إلى الفترة ما بين عامي 1125 و1126. كما أنها تُنسب إلى رعاية الخليفة الأمير وصُنعت للجامع الأزهر. ويختلف عن غيره من المحاريب المحمولة في زخارفه التي تتضمن زخارف مشطوفة.

## طالع أيضًا
- مقام رأس الحسين في عسقلان

## قراءة إضافية
- Bloom, Jonathan (2007). Arts of the City Victorious: Islamic Art and Architecture in Fatimid North Africa and Egypt (بالإنجليزية). New Haven: Yale University Press. ISBN:978-0300135428. Archived from the original on 2023-02-12.
- Ettinghausen, Richard; Grabar, Oleg; Jenkins-Madina, Marilyn (2001). Islamic Art and Architecture, 650–1250 (بالإنجليزية) (2nd ed.). New Haven, Conn.: Yale University Press. ISBN:0300088698. Archived from the original on 2025-03-04.
- O'Kane, Bernard; Abbas, Mohamed; Abdulfattah, Iman R. (2012). The Illustrated Guide to the Museum of Islamic Art in Cairo (بالإنجليزية). The American University in Cairo Press. ISBN:9789774163388.

## روابط خارجية
- معلومات عن المحراب المتنقل على الموقع الرسمي لمتحف الفن الإسلامي بالقاهرة